# Дюлен, Пьер
Пьер Дюлен, или Пьер д’Юлен (фр. Pierre Dulin, Pierre d’Ulin; 17 сентября 1669 Париж — 28 января 1748, Париж) — французский живописец академического направления периода Регентства и рококо.

## Биография
Пьер Дюлен должен был стать архитектором, как и его отец, и должен был изучать этот предмет под руководством Филиппа де Ла Гира. За сравнительно короткое время он научился легко и со вкусом рисовать здания. Изучив основы грамматики и латыни, Дюлен начал осваивать геометрию и практическую перспективу у Себастьяна Леклерка. Чтобы научиться рисовать фигуры и орнаменты, всё ещё намереваясь стать архитектором, Пьер по воле отца попал в ученики Фрике де Вороза в Академии архитектуры. Но в Академии его единственным интересом стала живопись.
Поэтому его перевели на курс Королевской академии живописи и скульптуры под руководством Бона Булоня, чей классицистический стиль живописи оказал на него сильное влияние. Пьер Дюлен выигрывал несколько академических конкурсов вплоть до 1694 года, когда ему было двадцать пять лет. После ряда неудач он в 1695 году выиграл главную премию за картину «Фараон, дарующий свой перстень Иосифу после объяснения его снов». Дюлен и далее проявлял достижения и получил возможность продолжения образования в Италии во Французской академии в Риме.
Однако работа, которую он предпринял для герцога Ришельё, вынудила его отложить поездку в Рим. Дюлен выполнял многие заказы герцога, а также сделал два больших портрета своего покровителя: один в костюме римлянина верхом на коне, другой в доспехах. Он также писал картины в стиле Никола Пуссена, что принесло ему ещё больший успех.
В конце концов в начале марта 1700 года он прибыл в Рим. Он был поглощен изучением привлекавших его великих произведений искусства. Прежде всего Дюлен стремился проникнуть в красоту росписей Станц Рафаэля в Ватикане. Усилия и старания, которые он вложил в копирование фрески Рафаэля с учениками «Встреча Льва Великого с Аттилой» в Станце д’Элиодоро, привлекли к нему внимание папы Климента XI. Понтифик, любивший искусства, которым он был обучен в юности, и от которых он получал удовольствие, не раз беседовал с ним в весьма дружелюбной форме.
В Риме Дюлен работал для ордена доминиканцев. С Антоненом Клоше, генералом ордена, он обсуждал принципы архитектуры, пропорции пяти ордеров. Несмотря на успех в Риме и настояния папы, Пьер Дюлен вернулся в Париж. Он был принят в Академию 30 апреля 1707 года с картиной «Лаомедонт, наказанный Аполлоном и Нептуном». 26 октября 1726 года был назначен ассистентом профессора.
Пьер Дюлен женился 19 января 1712 года на Женевьеве Катрин Эро, дочери художника Шарля-Антуана Эро. Он умер в Париже 28 января 1748 года.

## Галерея

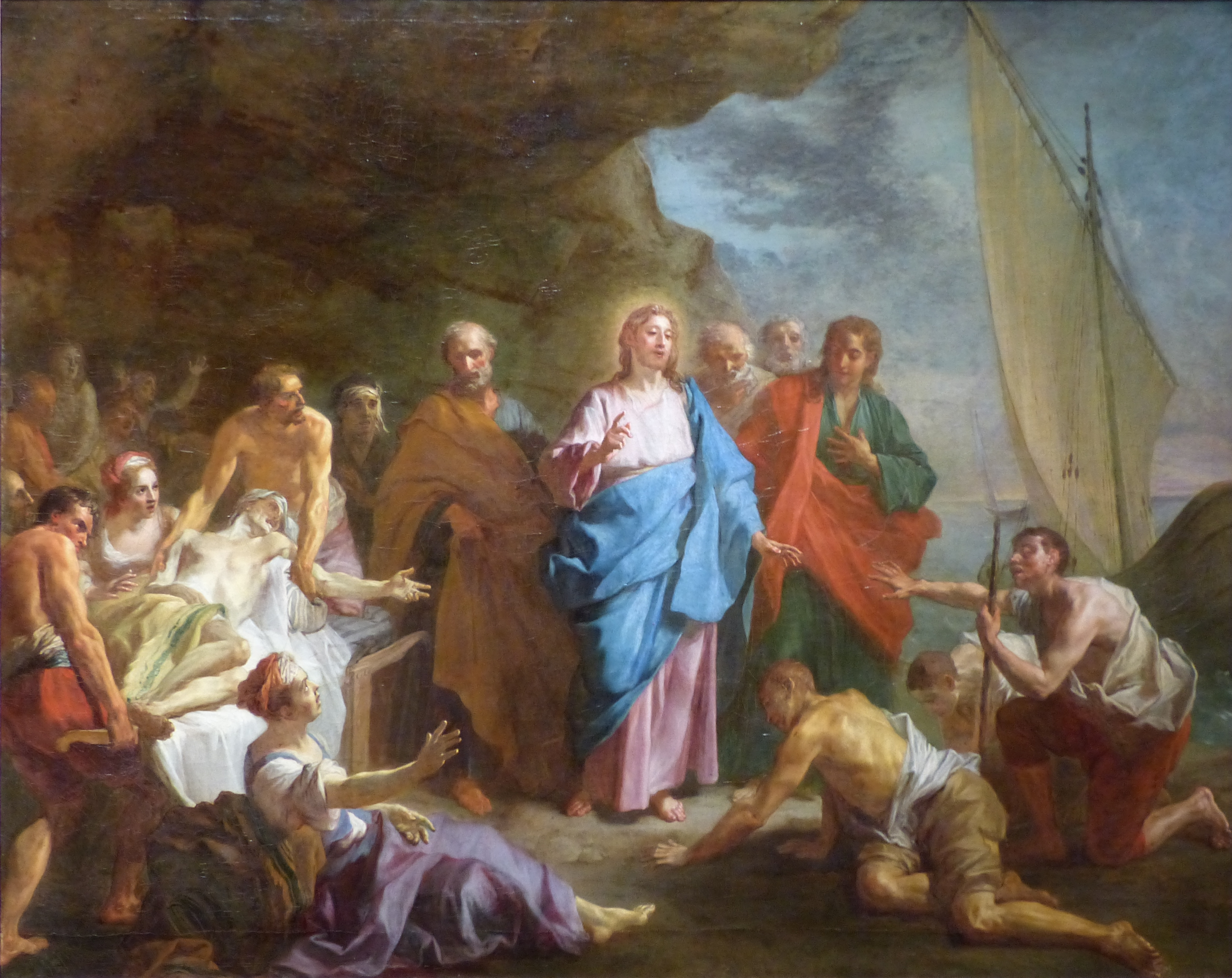
Христос исцеляет больных на берегу Галилейского моря. Ок. 1705. Холст, масло. Музей Фабра, Монпелье
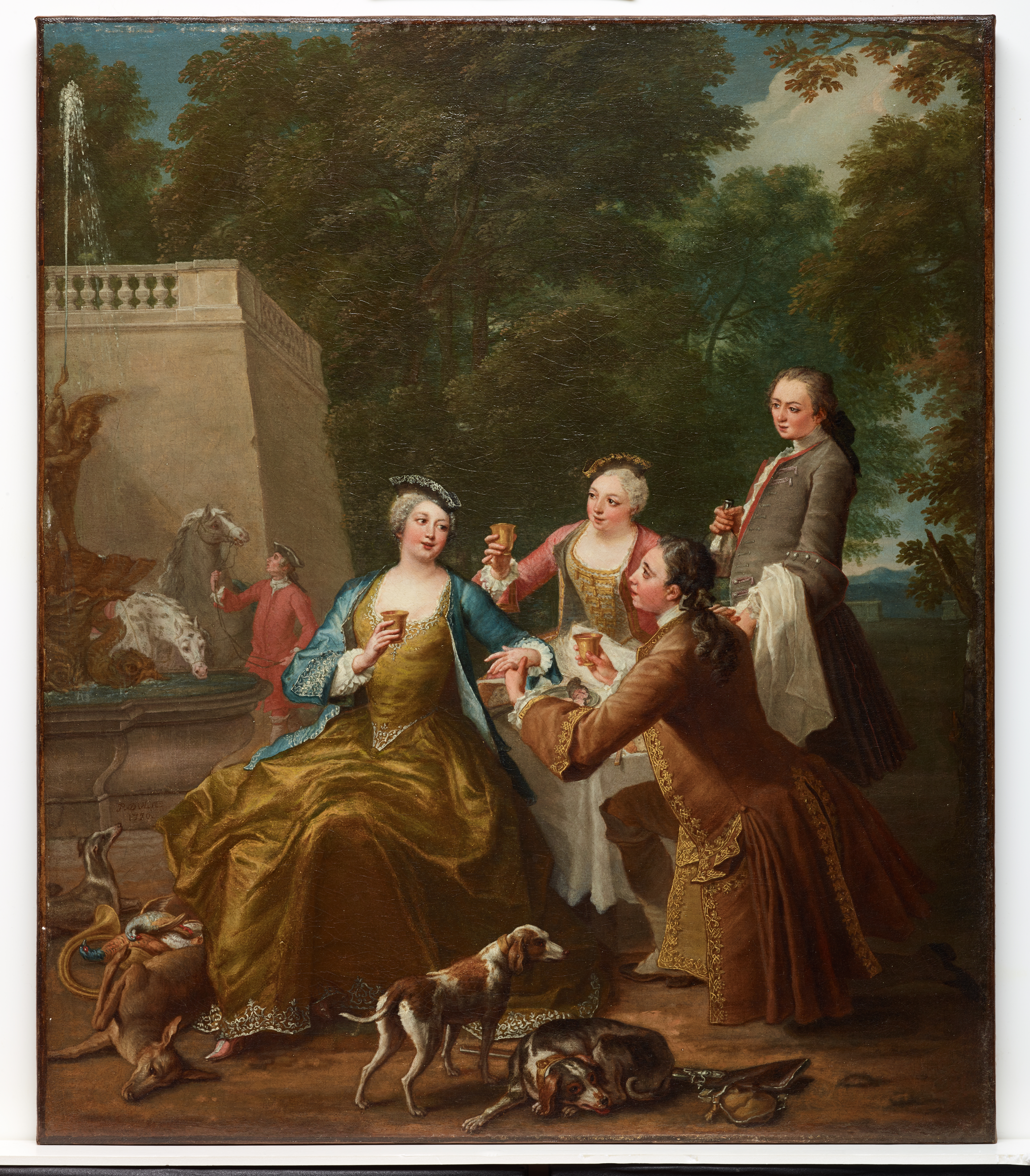
После охоты. 1730. Холст, масло. Музей искусств Далласа, Техас, США
Основание Королевского Дома Инвалидов в Париже. Ок. 1710. Картон для шпалеры. Музей Армии, Париж
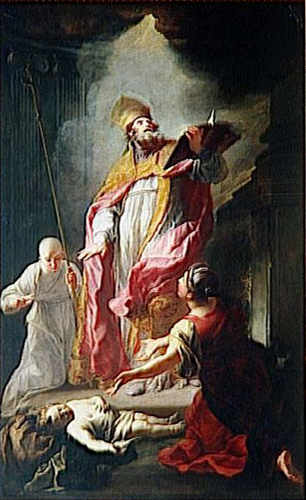
Святой Клод, воскрешающий ребёнка. Ок. 1737.  Холст, масло. Версаль